# West-Papoea (provincie)
West-Papoea (Indonesisch: Papua Barat) is een gebied gelegen op het westelijke deel van het eiland Nieuw-Guinea. Het wordt door Indonesië als een provincie beschouwd, maar veel Papoea's beschouwen dit als bezet gebied en beogen onafhankelijkheid voor heel Westelijk Nieuw-Guinea (de Indonesische provincies West-Papoea én Papoea).
Het hele gebied beslaat het schiereiland Vogelkop (Kepala Burung) en omliggende eilanden met ongeveer 800.000 inwoners. Binnen Indonesië is het daarmee een van de minst bevolkte provincies. De hoofdstad van West-Papoea is Manokwari.
Sinds 17 november 2022 werd de provincie opgedeeld in de volgende provincies: Papua Barat (West-Papoea met Manokwari als hoofdplaats) en Papua Barat Daya (Zuidwest-Papoea met Sorong als hoofdplaats). Er werd geopperd dat Zuidwest-Papoea eigenlijk Uiterst-West-Papoea (Papua Barat Extrema) moet heten.

## Algemeen
West-Papoea is ontstaan uit het westelijke deel van de provincie Papoea in februari 2003 onder de naam West-Irian Jaya. De opdeling blijft controversieel. Voorstanders, inclusief de centrale overheid in Jakarta en immigranten naar Papoea vanuit andere delen van Indonesië, beargumenteren dat de oprichting van de nieuwe provincie helpt bij het efficiënt besturen van de provincie. De opsplitsing is uiterst controversieel in Papoea zelf, waar het wordt gezien als een overtreding van de speciale zelfbestuurwetten van Papoea en als een poging om de afscheidingsbeweging een hak te zetten.
In november 2004 heeft een Indonesische rechtbank bepaald dat de opsplitsing niet in overeenstemming is met de speciale wetten met betrekking tot zelfbestuur, maar dat de splitsing in stand zou worden gehouden, omdat deze reeds uitgevoerd was. De uitspraak verbood ook de oprichting van een andere voorgestelde provincie, Midden-Irian Jaya, omdat de opsplitsing daarvan nog niet voltooid was.
De provincie veranderde in februari 2007 haar naam van West-Irian Jaya naar West-Papoea.
In 2020 werd vastgesteld dat nepaccounts op sociale media misleidende informatie in verschillende talen verspreiden, waaronder het Nederlands, waarschijnlijk om de steun voor onafhankelijkheid van het gebied te ondermijnen. Deze nepaccounts worden volgens deskundigen door de Indonesische overheid beheerd.

## Geografie

### Eilanden
De volgende eilanden maken deel uit van West-Papoea:
- Raja Ampat Eilanden
  - Batanta
  - Kofiau
  - Misool
  - Salawati
  - Waigeo
  - Gag

- Overige eilanden:
  - Doom
  - Roon
  - Rumberpon

### Schiereilanden
De volgende schiereilanden maken deel uit van West-Papoea:
- Vogelkop (Doberai-schiereiland)
- Bomberai-schiereiland
- Wandammen (Wandamen)

## Bestuurlijke indeling

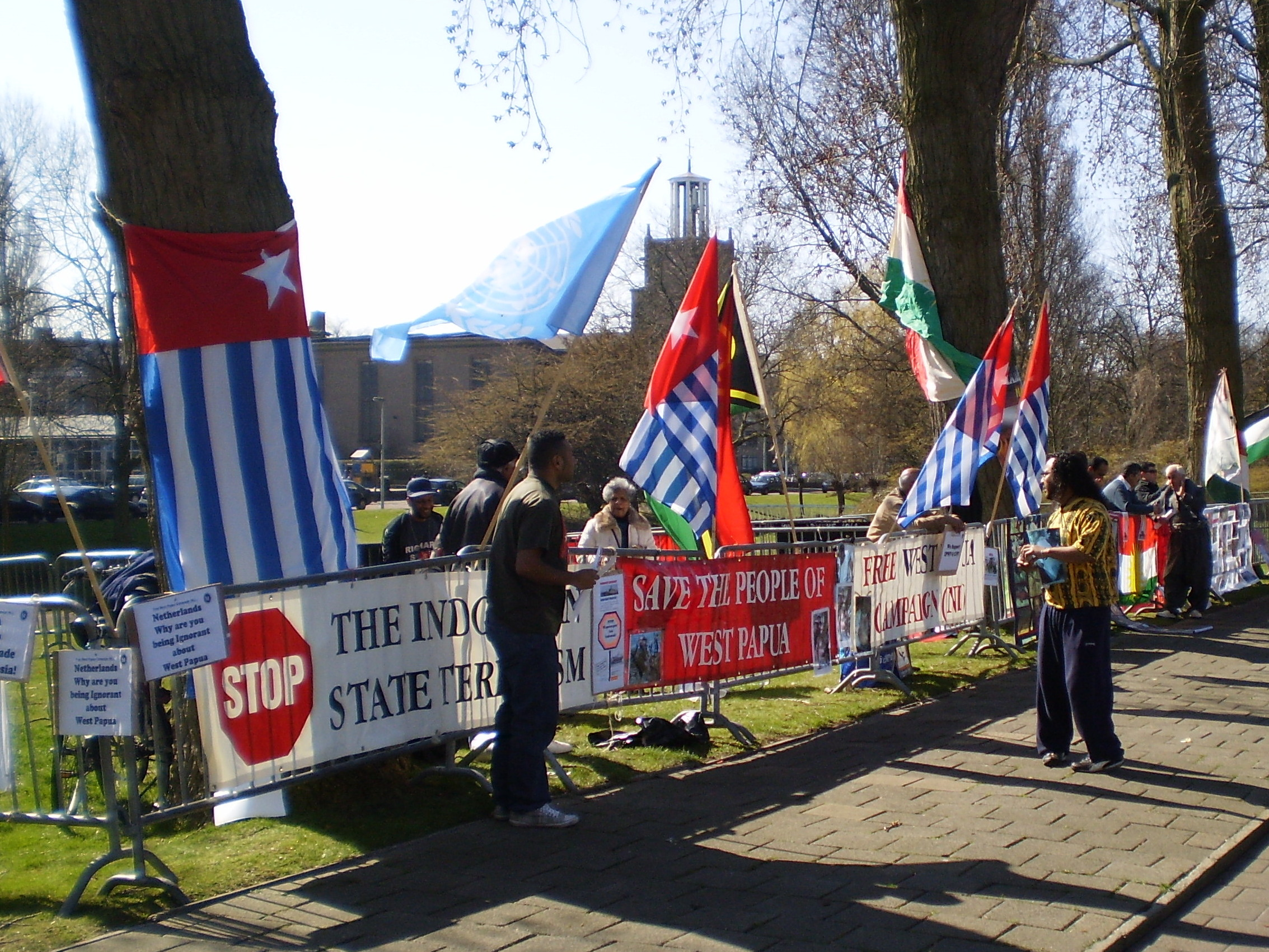
West-Papoeademonstratie in Den Haag (2009)

West-Papoea is onderverdeeld in de stadsgemeente (kota) Sorong en de volgende tien regentschappen (kabupaten). Tussen haakjes staat de hoofdstad vermeld.
- Fakfak (Fakfak)
- Kaimana (Kaimana)
- Manokwari (Manokwari)
- Maybrat (Kumurkek)
- Raja Ampat-eilanden (Waisai)
- Sorong (Sorong)
- Sorong Selatan (Teminabuan)
- Tambrauw (Fef)
- Teluk Bintuni (hoofdstad: Bintuni)
- Teluk Wondama (hoofdstad: Rasiei)